# Trampa de Tucídides
La trampa de Tucídides (en inglés: Thucydides Trap) es una expresión creada y popularizada por el politólogo estadounidense Graham T. Allison en el título de un artículo periodístico de 2015, para referirse al riesgo de guerra que genera el miedo a perder la hegemonía, «cuando un poder en ascenso rivaliza con un poder gobernante, como Atenas desafió a Esparta en la antigua Grecia, o como Alemania lo hizo con Gran Bretaña hace un siglo». El concepto fue acuñado para describir un potencial conflicto entre los Estados Unidos y China en el siglo XXI. Allison tomó dieciséis casos históricos y concluyó que en trece de ellos las partes entraron en guerra, aunque también señaló los casos en que lograron mantener la paz y evitar la trampa: «cuando las partes evitaron la guerra, se requirieron enormes y dolorosos ajustes en las actitudes y acciones no solo de parte del retador sino también del desafiado».

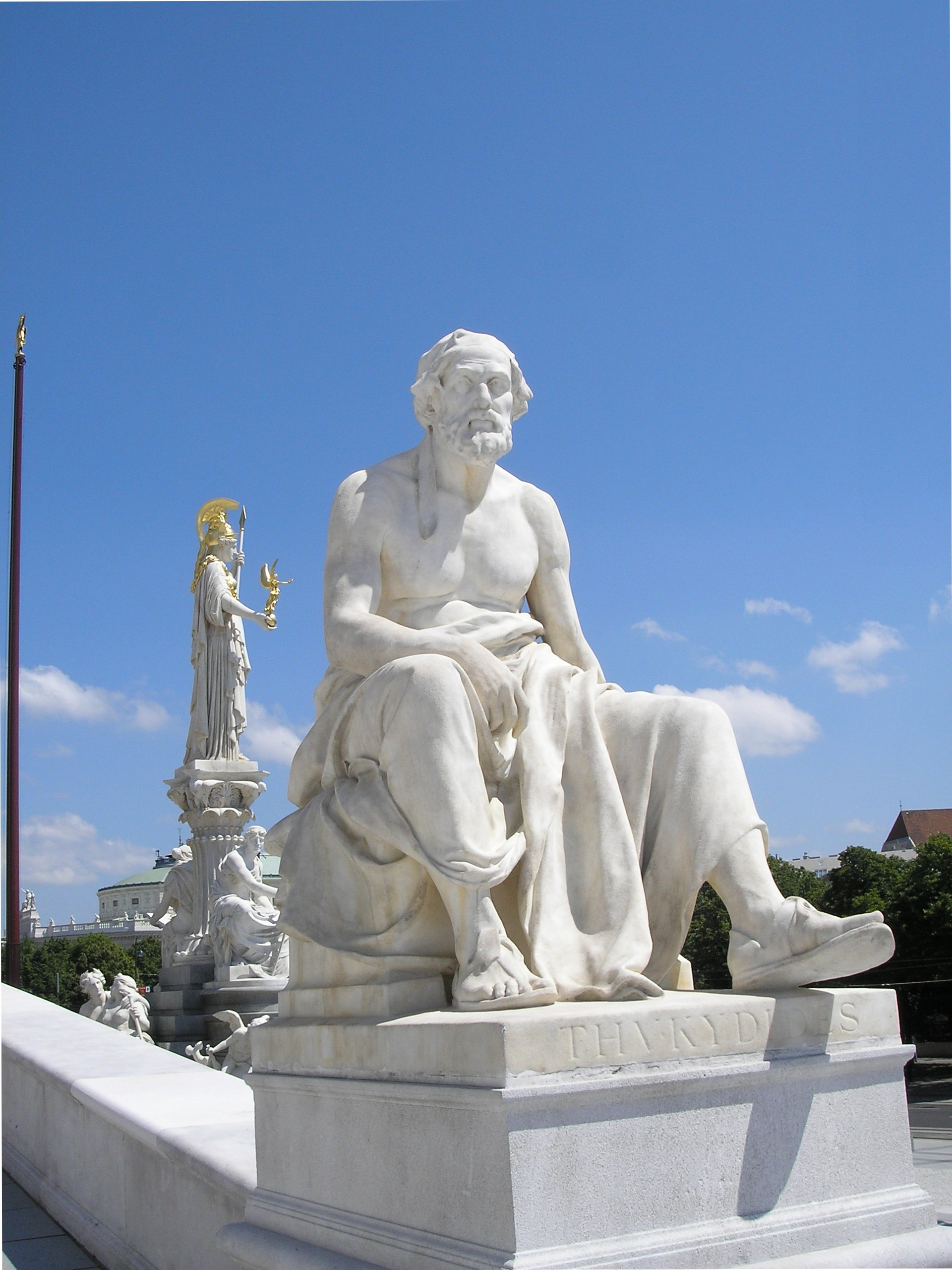
Tucídides (escultura)

## Origen
El politólogo estadounidense Graham T. Allison acuñó el término en un artículo que escribió en 2012 para el Financial Times, basándose en una cita del historiador y militar de la Atenas clásica Tucídides en su obra Historia de la guerra del Peloponeso, que postuló que «fue el ascenso de Atenas y el temor que esto infundió en Esparta lo que hizo inevitable la guerra». Allison empleó el término para describir una tendencia hacia la guerra cuando una potencia emergente (ejemplificada por Atenas) desafía el estatus de una potencia dominante (ejemplificada por Esparta). Allison ahondó en este concepto en su libro de 2017 Destined for War, que sostiene que «China y Estados Unidos están en curso de colisión para la guerra».
El término se emplea para impulsar la teoría de que, cuando la hegemonía de una gran potencia es disputada por una potencia emergente, existe una gran probabilidad de que estalle una guerra entre las dos potencias.
Para impulsar su tesis, Allison dirigió un estudio de casos realizado por el Centro Belfer de Ciencia y Asuntos Internacionales de la Universidad de Harvard, que descubrió que, de 16 casos a lo largo de la historia en que una potencia emergente rivalizó con una potencia consolidada, 13 acabaron en guerra.